# Paweł Weichhold
Paweł Weichhold (ur. 16 czerwca 1994 w Strzelinie) – polski szachista, mistrz międzynarodowy od 2014 roku.

## Kariera szachowa
W szachy gra od 5. roku życia. Wielokrotnie startował w finałach mistrzostw Polski juniorów w różnych kategoriach wiekowych, trzykrotnie zdobywając medale: złoty (Murzasichle 2011 – do 18 lat) oraz dwa brązowe (Szczawno-Zdrój 2008 – do 14 lat, Karpacz 2000 – do 16 lat). Reprezentował Polskę na mistrzostwach świata i Europy juniorów, w 2011 r. zdobywając w Jassach złoty medal drużynowych mistrzostw Europy do 18 lat.
W 2011 r. odniósł duży sukces, dzieląc II m. (za Aleksiejem Kislinskijem, wspólnie z Wigenem Mirumianem, a przed dwoma innymi arcymistrzami – Wołodymyrem Siergiejewem i Michaiłem Iwanowem) w otwartym turnieju Ostravský koník w Ostrawie, jak również podzielił I m. (wspólnie z Wołodymyrem Małaniukiem) w Zakopanem. W 2012 r. podzielił I m. (wspólnie z Marcinem Sieciechowiczem) w Kowalewie Pomorskim oraz podzielił II m. (za Jackiem Tomczakiem, wspólnie z Krzysztofem Chojnackim) w turnieju Perla Bałtyku w Łazach. W 2013 r. samodzielnie zwyciężył w memoriale Tadeusza Gniota w Policach, wyprzedzając m.in. 6 arcymistrzów. W 2014 r. zajął 9. miejsce w finale indywidualnych mistrzostw Polski, rozegranym w Warszawie oraz podzielił I m. (wspólnie z Łukaszem Cyborowskim) w memoriale Józefa Kochana w Koszalinie.
Najwyższy ranking w dotychczasowej karierze osiągnął 1 sierpnia 2013 r., z wynikiem 2420 punktów zajmował wówczas 60. miejsce wśród polskich szachistów.